# Larry Cain
Pour les articles homonymes, voir Cain (homonymie).
Lawrence J. Cain appelé Larry Cain, né le 9 janvier 1963 à Toronto, est un céiste canadien. En activité dans les années 1980 et 1990, il pratique alors la course en ligne et remporte notamment deux médailles olympiques.

## Palmarès

### Jeux olympiques
Larry Cain participe à trois Jeux olympiques et remporte une médaille d'or et une d'argent. Il ne remporte pas de médailles lors des Jeux olympiques de 1988 à Séoul et de Jeux olympiques de 1992 à Barcelone.
- Jeux olympiques de 1984 à Los Angeles :
  -  Médaille d'or en C-1 500 m.
  -  Médaille d'argent en C-1 1 000 m.

### Championnats du monde
- Championnats du monde de course en ligne (canoë-kayak) 1989 à Plovdiv :
  -  Médaille d'argent en C-1 1 000 m.